# Mike Gravel
Mike Gravel, właśc. Maurice Robert Gravel (ur. 13 maja 1930 w Springfield, zm. 26 czerwca 2021 w Seaside) – amerykański polityk, który w latach 1969–1981 reprezentował stan Alaska w Senacie jako członek Partii Demokratycznej.

## Życiorys

### Wczesne lata
Przyszedł na świat w Springfield w Massachusetts (notabene wszyscy senatorowie z Alaski, do czasu objęcia mandatu przez Lisę Murkowski, urodzili się poza terytorium stanu). W latach 1951–1954 służył w wywiadzie US Army. Po opuszczeniu szeregów wojska studiował ekonomię na Columbia University.

### Początki kariery politycznej
W latach 1962–1966 zdobył polityczne ostrogi, zasiadając w Izbie Reprezentantów Alaski, gdzie podczas ostatnich dwóch lat był nawet jej spikerem. Następnie opuścił to ciało, aby kandydować do Izby Reprezentantów, ale przegrał z Howardem Wallace’em Pollockiem.

### Senator
W roku 1968 zgłosił swoją kandydaturę w prawyborach Partii Demokratycznej (z którą jest związany od samego początku swej kariery) o nominację na urząd senatora federalnego. Jego przeciwnikiem był popularny były gubernator i ówcześnie piastujący ten mandat Ernest Gruening. Tym większe było zaskoczenie, kiedy Gravel pokonał go, zdobył nominację i wszedł w skład izby wyższej Kongresu.
W czasie swej pierwszej sześcioletniej (1969–1975) kadencji napisał książkę zatytułowaną Citizen Power (czyli „Władza obywateli”), w której dawał wyraz swoim poglądom bliskim socjaldemokracji.
W roku 1971 wystąpił z jednoosobową obstrukcją parlamentarną (ang. Filibustering) przeciwko ustawie na nowo wprowadzającej pobór wojskowy, w czym pomogło mu zarzucenie komisji ponad 4 tysiącami stron dokumentów Pentagonu (tzw. Pentagon Papers).
Podczas wyborów prezydenckich w roku 1972 próbował uzyskać nominację swej partii jako kandydat na wiceprezydenta u boku George’a McGoverna i w głosowaniu na konwencji zajął trzecie miejsce, zdobywając 226 głosów delegatów, co uplasowało go za senatorem Thomasem Eagletonem z Missouri, który nominację uzyskał, oraz Frances „Sissy” Farenthold, która zdobyła poparcie 407 delegatów.
Podczas prawyborów w roku 1980 został nieoczekiwanie pokonany przez wnuka Ernesta, Clarka Grueninga, który przegrał z republikaninem Frankiem Murkowskim.

### Dalsze życie
Po przejściu na przymusową emeryturę przeniósł się do położonego blisko Waszyngtonu Arlington w Wirginii. 1 czerwca 2003 wystąpił w debacie, w której ostro skrytykował kontestatorów Holocaustu (taki też był temat spotkania).
17 kwietnia 2006 roku podczas przemówienia w Krajowym Klubie Prasy zadeklarował zamiar kandydowania na urząd prezydenta z ramienia swej partii w roku 2008. Jeżeliby nominację uzyskał i wygrałby wybory, zostałby w wieku 78 lat najstarszym prezydentem w historii. W swej kampanii opowiadał się m.in. za wycofaniem wojsk z Iraku.
W marcu 2008 roku opuścił Partię Demokratyczną i przystąpił do Partii Libertariańskiej.